# Doto millbayana
Doto millbayana är en snäckart som beskrevs av Henning Mourier Lemche 1976. Enligt Catalogue of Life ingår Doto millbayana i släktet Doto och familjen Dotoidae, men enligt Dyntaxa är tillhörigheten istället släktet Doto och familjen kottesniglar. Arten är reproducerande i Sverige. Inga underarter finns listade i Catalogue of Life.